# Криворучко Віктор Євгенович
Віктор Євгенович Криворучко, літературний псевдонім Віктор Удай (народився 16 березня 1950  в селі Вертіївка Ніжинського району Чернігівської області — помер 23 січня 2020) — український журналіст, член НСЖУ, Заслужений журналіст України.

## Освіта
- Київська ВПШ, політолог, 1990

## Кар'єра
В 1990-х і 2000-х працював редактором Бобровицької райгазети «Наше життя».
Працював першим заступником редактора газети «Прилуччина в новинах, подіях, коментарях»

## Громадська діяльність
Член НСЖУ з 1982.

## Відзнаки
- Заслужений журналіст України,
- Почесна грамота Кабінету Міністрів України,
- Подяка Президента України,
- Почесна грамота товариства «Чернігівське земляцтво» в м. Києві